# Ян Климеш
Ян Климеш (на чешки: Jan Klimeš) е български революционер по националност чех, деец на Вътрешната македоно-одринска революционна организация.

## Биография
Ян Климеш е роден на 6 декември 1874 година във Виена, тогава в Австро-Унгария, но скоро след това семейството му се премества във Визовице, а през 1881 година в Ухерске Храдище. Баща му е чиновник в районния съд. Ян Климеш започва работа като майстор тапицер във фабрика за мебели в Будапеща. На 20 октомври 1902 година пристига в София като търговски представител. Започва да се среща с интелектуалци с националистически и анархистки възгледи. Става близък с Борис Сарафов, Гоце Делчев, Христо Татарчев и други дейци на македонското освободително движение. В средата на януари 1903 година чрез посредничеството на българския депутат Стоянов влиза в четата на Христо Чернопеев, с която навлиза в Македония. По своите думи прекарва четири месеца с четите и междувременно си води записки за целите, въоръжението и дейността на въстаниците. Дружината на Климеш участва в тежко сражение при Гарванската планина.
Завръща се в Австро-Унгария и публикува във вестниците „Ирустромнем свете“ и „Народни политики“ редица материали свързани с македоно-одринското освободително движение, с които подстрекава чешката общественост към панславянски идеи. Неговите идеи са подкрепени и от статиите на журналиста Вацлав Клофач, член на Имперския съвет на Чешката национална социална партия. По същото време материали за Македония публикуват и други чешки доброволци като Антонин Вимола и Франтишек Крал. Сближава се с Ярослав Хашек и участва в неговата Партия на умерения прогрес в рамките на закона.
Повторно заминава за България, където се жени в София на 23 юли 1908 година за Божена Иричоса, с която им се ражда син Милослав. Отваря собствен магазин за кожа, но е разорен след Балканските войни (1912 - 1913), след което се самоубива.